# Grubeša Vojislavljević
Grubeša Vojislavljević (srbsko Грубеша Војислављевић, latinizirano: Grubeša Vojislavljević) je bil od okoli 1118 do okoli 1125 kralj Duklje, * konec 11. stoletja, † 1025, Bar, Duklja.
V želji po uničenju vseh pretendentov na dukljanski prestol se je kralj Đorđe obrnil proti Branislavljevićem, veji Vojislavljevičev. Ko so za to izvedeli bratje Grubeša, Draginja in Dragilo, so  pobegnili v Drač k stricu Gojislavu. Đorđe je uspel ujeti bežečega ujeti Grubešo in ga zapreti v Skadru. 
Gojislav in njegovi nečaki so s pomočjo bizantinske vojske pod poveljstvom Kalojana Kumana napadli kralja Đorđa in ga v odločilni bitki premagali. Ko je izgubil bitko in svojo vojsko, ki je bila delno uničena in delno ujeta, je kralj z nekaj pristaši pobegnil. V naslednjem napadu so Branislavljevići s pomočjo Kalojana napadli Skader in ga zavzeli. Grubeša je bil izpuščen iz ječe in se je s pomočjo Bizantincev razglasil za novega kralja Duklje. 
Đorđe je pobegnil v Raško, kjer je ostal v izgnanstvu naslednjih sedem let. Njegovo ujeto mater Jakvinto Barijsko so poslali v Carigrad, kjer je v ujetnišzvu umrla. 
Grubeša je kot kralj uspel pomiriti in obnoviti državo, izčrpano od dinastičnih bojev. V tem času je Đorđe v Raški zbral veliko vojsko in s pomočjo raškega velikega kneza Uroša I. napadel Grubešo, ki se mu je okoli leta 1125 zoperstavil v bitki pri Baru. V bitki je Grubeša padel in oblast je ponovno prevzel Đorđe Vojislavljević. 
Kralj Grubeša je bil s častmi pokopan v barski stolni cerkvi sv. Jurija. 